# Oliver Ojakäär
Oliver Ojakäär (ur. 10 lutego 2005 w Tartu) – estoński tenisista, zwycięzca juniorskiego US Open w grze podwójnej chłopców.

## Kariera tenisowa
W 2021 zadebiutował w cyklu ITF Men’s World Tennis Tour.
Startując w rozgrywkach juniorów, Oliver Ojakäär w 2023 roku zwyciężył w US Open w grze podwójnej chłopców, grając w parze z Maxem Dahlinem. W finale pokonali Włocha Federico Bondioliego i Austriaka Joela Schwärzlera.
W rankingu gry pojedynczej najwyżej był na 1167. miejscu (13 listopada 2023), a w zestawieniu gry podwójnej na 2071. pozycji (12 czerwca 2023).

### Finały juniorskich turniejów wielkoszlemowych

#### Gra podwójna (1–0)
| Końcowy wynik | Nr | Data            | Turniej            | Nawierzchnia | Partner    | Przeciwnicy                       | Wynik finału   |
| ------------- | -- | --------------- | ------------------ | ------------ | ---------- | --------------------------------- | -------------- |
| Zwycięzca     | 1. | 9 września 2023 | US Open, Nowy Jork | Twarda       | Max Dahlin | Federico Bondioli Joel Schwärzler | 3:6, 6:3, 11:9 |